# Marija Dominika Mazzarello
Marija Dominika Mazzarello, italijanska redovna ustanoviteljica in svetnica, * 9. maj 1837, Mornese, Italija, † 14. maj 1881, Nizza Monferrato, Italija.
Marija Dominika Mazzarello je bila ustanoviteljica ženskega reda Družba hčera Marije pomočnice (ital. Figlie di Maria Ausiliatrice), kratica: FMA
Za svetnico jo je 24. junija 1951 razglasil Papež Pij XII.